# 希普特沃特
希普特沃特（挪威語：Skiptvet）是挪威东福尔郡的一個市镇，行政中心为梅里湾。市镇面积为101平方公里，2004年人口数量为3,336人。希普特沃特於1838年1月1日成為市鎮，境內有希普特沃特教堂。